# Gérecz István
Gérecz István (Beje, Gömör megye, Magyarország, 1909. március 25. – Budapest, 1974. június 25.) magyar–történelem–földrajz szakos tanár, iskolaigazgató, a dolgozók esti iskolájának megszervezője.

## Életpályája
Földműves család hatodik gyermekeként a felvidéki Bejében született, ahol több évszázadra visszavezethetően élt a Gérecz család. A Gérecz család a Zemplén vármegye armalista nemes családjainak egyike. Édesapját korán elvesztette, így nagyon nehéz körülmények között nevelkedett. Kiváló előmenetelének eredményeként tandíjmentesen végezte el a polgári iskolai, majd gimnáziumi tanulmányait. 1929-ben érettségizett a losonci gimnázium magyar tagozatán, majd hat évig tanított Kisvisnyón és Naprágy községben. Közben tanult tovább és Pozsonyban 1934-ben magyar–történelem–földrajz szakos polgári iskolai tanári oklevelet szerzett. Diákkorában tagja volt a Sarló mozgalomnak.
Tanulmányai befejezése után a sajógömöri polgári iskolában tanított, majd 1940. szeptember 1-jén a rozsnyói polgári fiú- és leányiskolához került, ahol egy évi működés után igazgatói beosztást kapott. 1945. január 1-jén katonai szolgálatra hívták be, mint katona szovjet fogságba került, és 1945 őszén a brünni katonai kórházból betegen, tífuszból kelve szabadult, azonban nem folytathatta tovább igazgatói munkáját, mivel 1945. április 4-én a Beneš-dekrétumok életbeléptetése alapján a csehszlovák hatóságok megszüntették a tiszakerületi evangélikus polgári iskola működését. A tanár házaspár az iskola bezárása után semmilyen tájékoztatást nem kapott további működésével kapcsolatban, így Rozsnyó elhagyására kényszerült.
A család az 1946. évi XV. törvénycikk becikkelyezett Magyar–Csehszlovák Egyezmény rendelkezése alapján 1945. szeptember 11-én települt át Magyarország területére. 1945 októberében a Közoktatási Minisztérium Kispestre, a Kossuth téri iskolába helyezte, ahonnan 1946 júliusában Budapestvidéki Tankerületi Főigazgatóságra helyezkedett el és előadói minőségben egészen a hivatal megszűnéséig, 1949 szeptemberéig. Ekkor rövid ideig kispesti általános iskolákban tanított, majd kérésére 1950. szeptember 1-től a Budapest VI. ker. Vörösmarty utcai általános iskolába helyezték, ahol a görög menekültek magyar nyelv oktatását is ellátta.
1952. március 10-től a XIX. ker. Kossuth téri általános iskola igazgatójának nevezték ki, ahol nyugdíjazásáig közel húsz éven keresztül, 1969 szeptemberéig dolgozott.

## Munkássága
Gérecz István egész tanári munkásságát meghatározta a szegény sorsban élő fiatalok felkarolása, oktatásuk elősegítése.
Rozsnyón sikerült megvalósítania régi tervét, munkás és parasztfiatalok számára 3-6 hetes népfőiskola előadásokat szervezett. Emellett az általa vezetett iskolában is támogatott minden hátrányos helyzetű diákot. Ezt támasztja alá az 1945-ben, a magyar hatóságok kérésére kiadott bizonyítvány, amelyet a csehszlovák adminisztráció adott ki. „Hitelesen igazoljuk, hogy Gérecz István, a volt rozsnyói evangélikus polgári iskola igazgatója és felesége szül. Pósch Eszter, az itteni működésük alatt (1945-ig) mindenben kifejezésre juttatták humánus és demokratikus gondolkodásukat. A Gérecz István vezetése alatt álló polgári iskola falai között kivétel nélkül minden tanuló egyenlő volt, az üldözött zsidó tanulóknak mintegy mentsvára volt az iskola.”
1946-ban elsőként szervezte meg Magyarországon a dolgozók esti iskoláját, amelynek igazgatójaként annak rendtartását is elkészítette. 1952-től a Kossuth téri iskola keretében működő kerületi dolgozók általános iskoláját és a továbbképző iskolát nyugdíjazása után is, egészen 1974-ben bekövetkezett haláláig vezette.
A háború után belépett a Parasztpártba, amelynek kispesti szervezetének alelnöke lett annak megszűnéséig. 1950. október 22-én az első tanácstag választás alkalmával XIX. kerületi tanácstagnak és egyben budapesti pót-tanácstagnak választották. 1953. november 28-án fővárosi tanácstag lett. 1967-ben az újabb jelölést egészségi állapotára való tekintettel nem fogadta el. Később a Hazafias Népfront munkájában is részt vett.

## Családja
1941-ben feleségül vette Pósch Eszter festőművész-tanárnőt, akitől 3 gyermeke született. Éva jogász, Eszter matematikus, Mária okleveles közgazda, bölcsész végzettségű.

## Kitüntetései
- A Közoktatás kiváló dolgozója (1953)
- Kiváló tanár (1961)
- Földes Ferenc-díj (1971)